# معجزه (ترانه سیلن دیون، ۲۰۱۲)
« معجزه» تک‌آهنگی از هنرمند اهل کانادا سلین دیون است که در ۲ نوامبر ۲۰۱۲ منتشر شد.